# Alberto Pedrero
Hugo Alberto Pedrero Lozoya (Madrid, 9 settembre 1995) è un canoista spagnolo, specializzato nella velocità.

## Biografia
Ai campionati mondiali di Seghedino 2019 ha vinto la medaglia d'oro con il connazionale Pablo Graña nel C2 200 metri, con il tempo di 36"06. I due hanno preceduto la coppia polacca, formata Arsen Śliwiński e Michał Łubniewski (36"18), e quella uzbeka composta da Artur Guliev e Elyorjon Mamadaliev (36"42).

## Palmarès
- Mondiali

Seghedino 2019: oro nel C2 200 m;